# Гранада
Грана́да (ісп. Granada) — муніципалітет і місто в Іспанії, провінція Гранада, комарка Вега-де-Гранада. Адміністративний центр провінції. Розташоване у південній частині країни, в автономній спільноті Андалусія. Столиця колишнього Гранадського емірату, зі здобуттям якої була завершена Реконкіста (1492). Визначною памяткою тієї доби є Альгамбрський палац, резиденція емірів, об'єкт Світова спадщина ЮНЕСКО (1984). Патрон — Діва Марія. Площа муніципалітету — 88 км², населення муніципалітету — 236 207 осіб (2007); густота населення — 2684,17 осіб/км²
. Висота над рівнем моря — 738 м.

## Історія

### Античність
Гранада відома як іберійське і фінікійське поселення Іліберра ще з 500 р. до н. е. Через захищене розташування серед гір і вельми родючі ґрунти вважають, що поселення існувало тут навіть значно раніше. Після завоювання Піренейського півострова римлянами існування поселення під назвою Іліберра підтверджується писемними джерелами. Після розпаду Римської імперії регіон потрапив під вплив північноафриканської держави вандалів, після розпаду якої в 534 р. на декілька десятиліть опинився під владою Візантії. З початку VII століття належав іберійській державі вестготів.

### Гранадський емірат
711 року місто було завойоване маврами, а його назва була підлаштована під арабський лад у Ільбіра. Як столиця провінції в 756 р. було закладено за 10 км на північний схід місто Мадінат Ільбіра, тоді як район старого поселення почав називатися Калат Ґарната, звідки і походить сучасна назва міста. Так місто стало одним з найбільш квітучих в Андалусії. лише після того, як пала велич каліфату Кордови у 1012 році.
Після цієї події, панування над містом перейшло до берберського правителя, Заві ібн-Зірі, який зробив Гранаду резиденцією династії Зірідів, що панувало на цих землях впродовж 80 років, перетворивши її на одну з найбільш квітучих держав південної Андалусії. Після того, як вони втратилу свою владу, над Гранадою почала панувати династія Альморавідів, а після них — султанат насрідів, під яким вона перебувала з 1238 до 1492 рік.

### Завершення Реконкісти
2 січня 1492 р. насрідський правитель Мохамед XII (Боабдиль) капітулював перед іспанцями, які здійснювали облогу Гранади, і передав місто, що залишалося останнім оплотом ісламу на півострові, королеві Ізабелі Кастільській і королю Фердинандові II Арагонському. Ця подія ознаменувала кінець довгого процесу Реконкісти Піренейського півострова християнським світом. Згідно з угодою, укладеною при капітуляції, католицьке військо проводило маврське населення до узбережжя, звідки воно мало бути відправленим до Північної Африки, на територію сучасного Марокко. Хоча спочатку договір про капітуляцію гарантував лояльне відношення до переможених, незабаром іспанці почали гнобити мудехарів, обмежуючи їхню свободу, збільшуючи податки і насильно нав'язуючи їм християнську віру.
31 березня 1492 р. в гранадському палаці Альгамбра католицькими королями Фердинандом і Ізабелою був підписаний відомий декрет про вигнання євреїв з території королівства, що отримав назву за місцем підписання (El Decreto de la Alhambra або Edicto de Granada) .
1499 року на центральній площі Бібаррамбла в Гранаді за вказівкою толедського архієпископа Хіменеса де Сіснероса було спалено близько десяти тисяч трактатів з ісламської теології, примірники Корану та інші твори. Він зберіг лише 300 рукописів з філософії, історії, медицини і природничих наук, частина яких була передана до колегії Сан-Ідельфонсо в Алькалі. Серед спалених книг опинилися чудові манускрипти, шедеври каліграфічного мистецтва. Водночас стався і погром нехристиянського населення. Єврейський квартал міста (Ла Худерія), який існував протягом декількох століть, був переважно зруйнований.
У 1531 році, в Гранаді був заснований перший університет. Окрім того, після того, як Гранада була завойована християнами, старі мечеті були перебудовані в церкви під християнський лад. Був майже повністю змінений загальний архітектурний вигляд міста, оскільки нова влада намагалася стерти усі нагадування щодо спадщини мавританського періоду. 
На занепад ремісництва в Гранаді вплинуло також вигнання колишнього мусульманського населення, коли після повстання 1568 р. більшість морисків була знищена або виселена. Протягом подальших століть із втратою містом статусу столиці самостійної держави значення Гранади як торговельного і культурного центру помітно знизилося.
З 1492 р. Гранада стає центром архієпископства, а в 1531 р. тут засновано університет, який в XX столітті був головним джерелом доходів міста. Після закінчення диктатури Франко все більше значення в економіці міста набуває туризм.

## Релігія
Гранада — центр Гранадської архідіоцезії Католицької церкви.
На початку IV століття поблизу Гранади відбувся Ельвірський собор, перший відомий християнський собор на теренах Іспанії.

## Пам'ятки

Палац Насрідів і палац Карла V і Альгамбрі

Алькасаба Альгамбри

Гранада є відомою багатьма пам'ятками архітектури, успадкованими від мавританської епохи, а також готики і Ренесансу. До того ж, місто знамените своїми майстернями і цехами виробників гітар.
До найяскравіших пам'яток мавританського періоду (не лише в Гранаді, але й в усій Іспанії) відноситься архітектурний ансамбль Альгамбра. Він був побудований в XIV столітті як резиденція арабських правителів. У XVI столітті за наказом короля Карла V на території Альгамбри було зведено палац, заради якого були зруйновані частки початкової забудови. З поваги до Карла V влада Іспанії й досі відмовляється від проведення розкопок.
Окрім Альгамбри, до пам'яток Гранади відносять сади Хенераліфе, що були літньою резиденцією халіфів. Альгамбра і Альбайсин (старовинний житловий квартал маврів) нині визнані частиною світової спадщини ЮНЕСКО. У сусідньому Сакромонте можна відвідати так звані «Куевос» (печери), в яких мешкали цигани. Іноді в них і досі живуть люди. В центрі міста розташований собор епохи Ренесансу. Поруч з нним знаходиться побудована в 1521 р. Капілья Реаль, в якій покояться католицькі монархи.
Окрім того в Гранаді є археологічний музей, обсерваторія і науковий парк.

## Відомі особистості
- Амбросіо Мартінес Бустос (1614—1672) — іспанський художник.
- Імператриця Євгенія (1826—1920) — остання імператриця Франції, дружина Наполеона III.

## Галерея

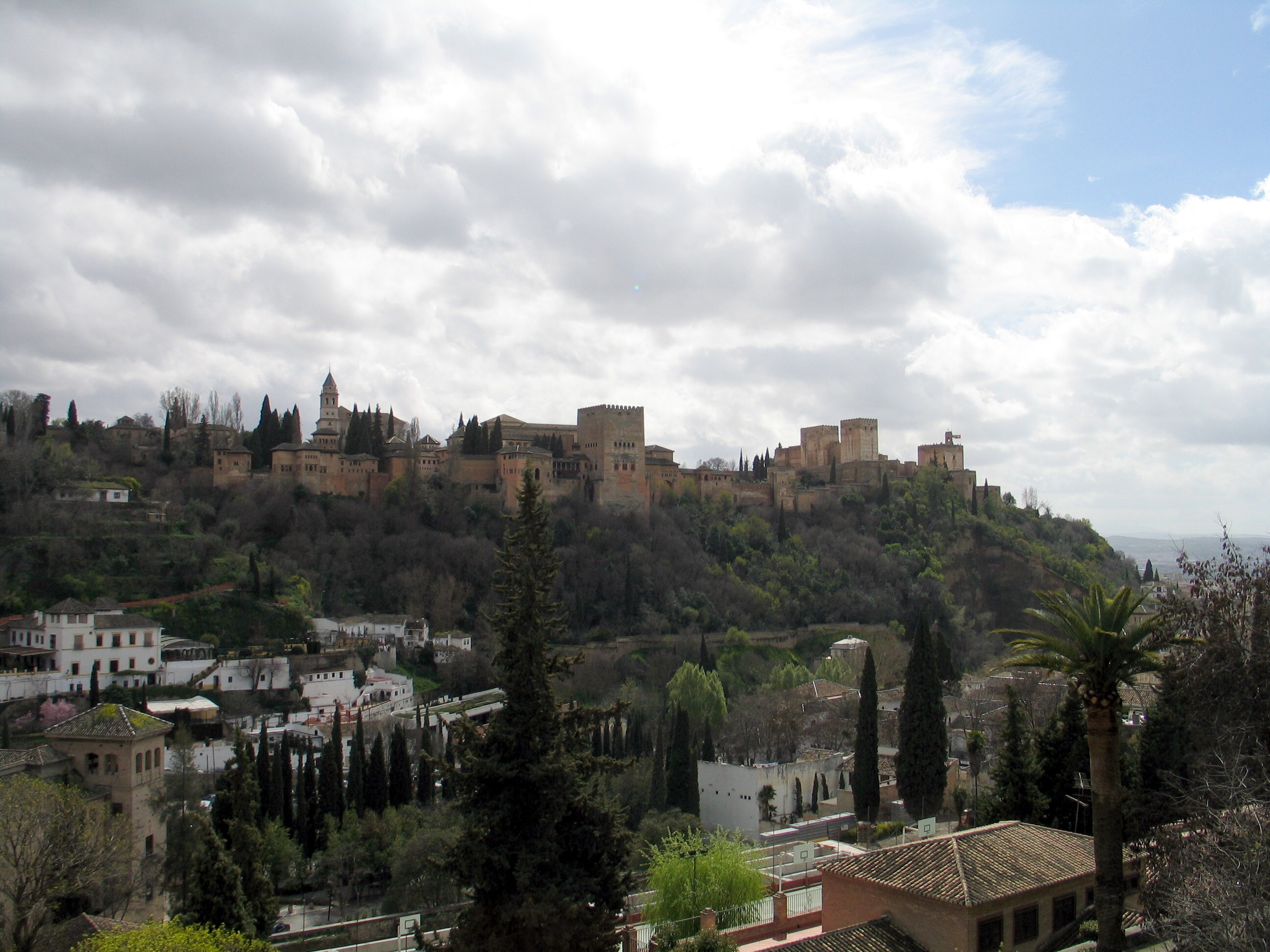
Гранада
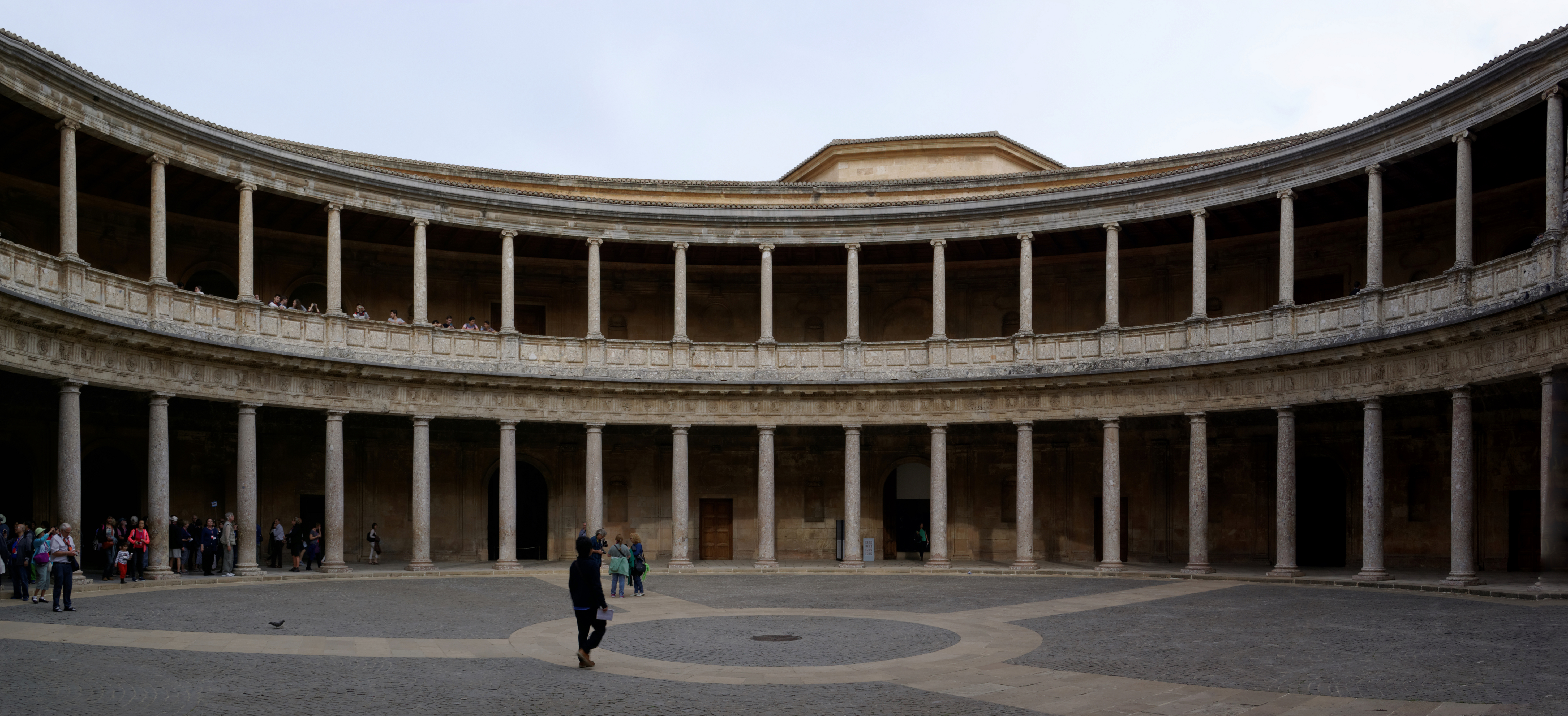
Палац Карла V
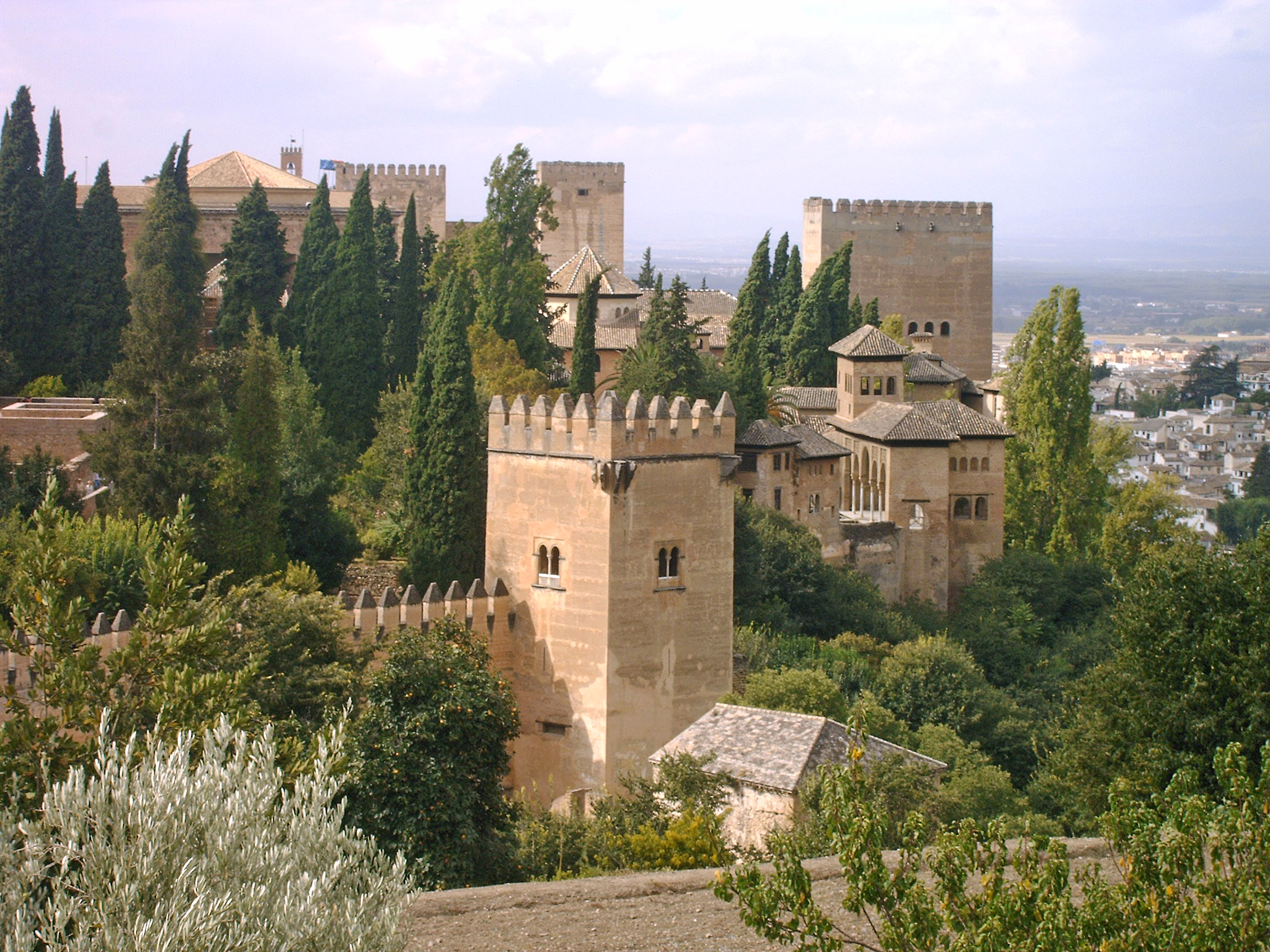
Альгамбра
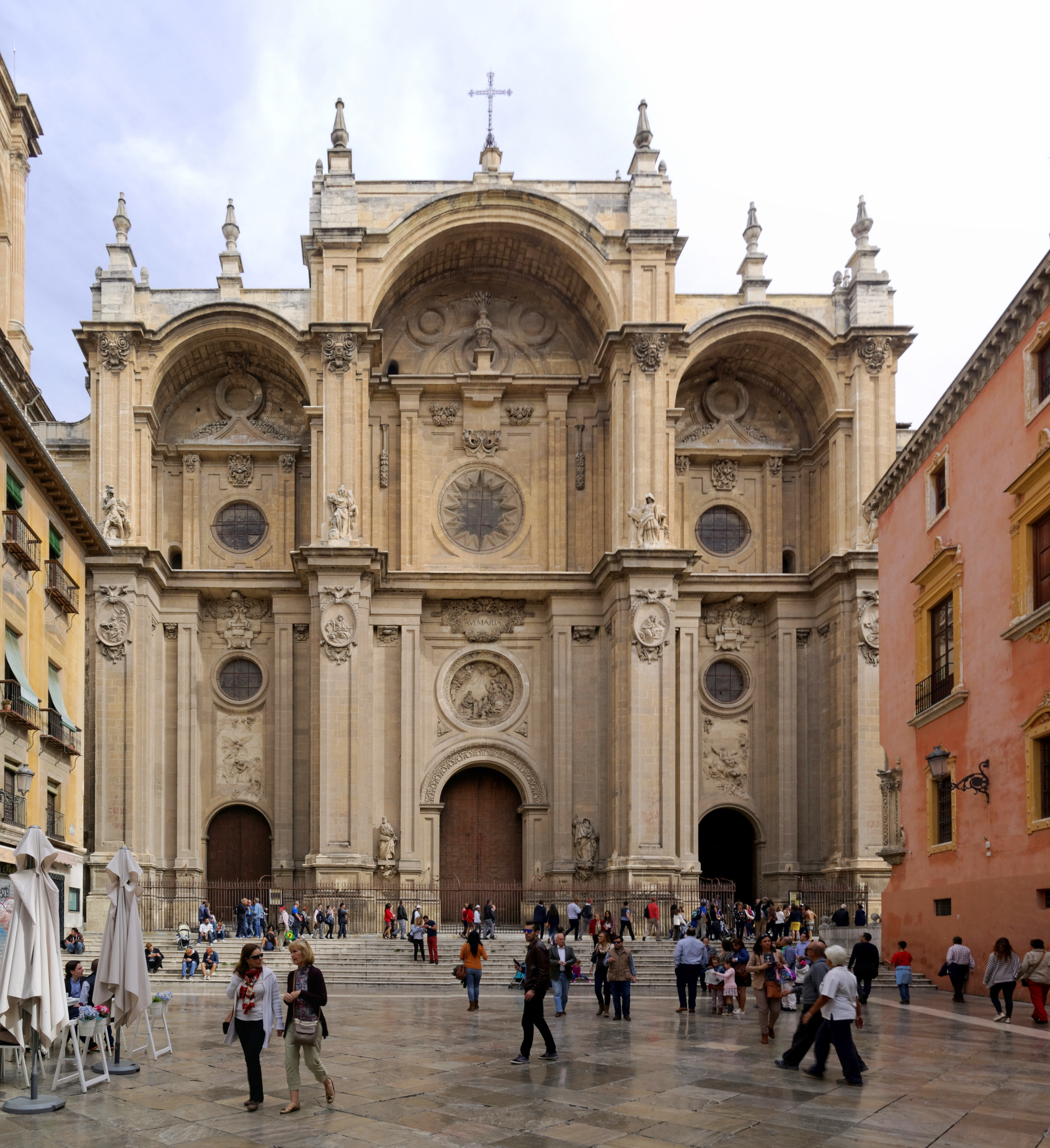
Кафедральний собор
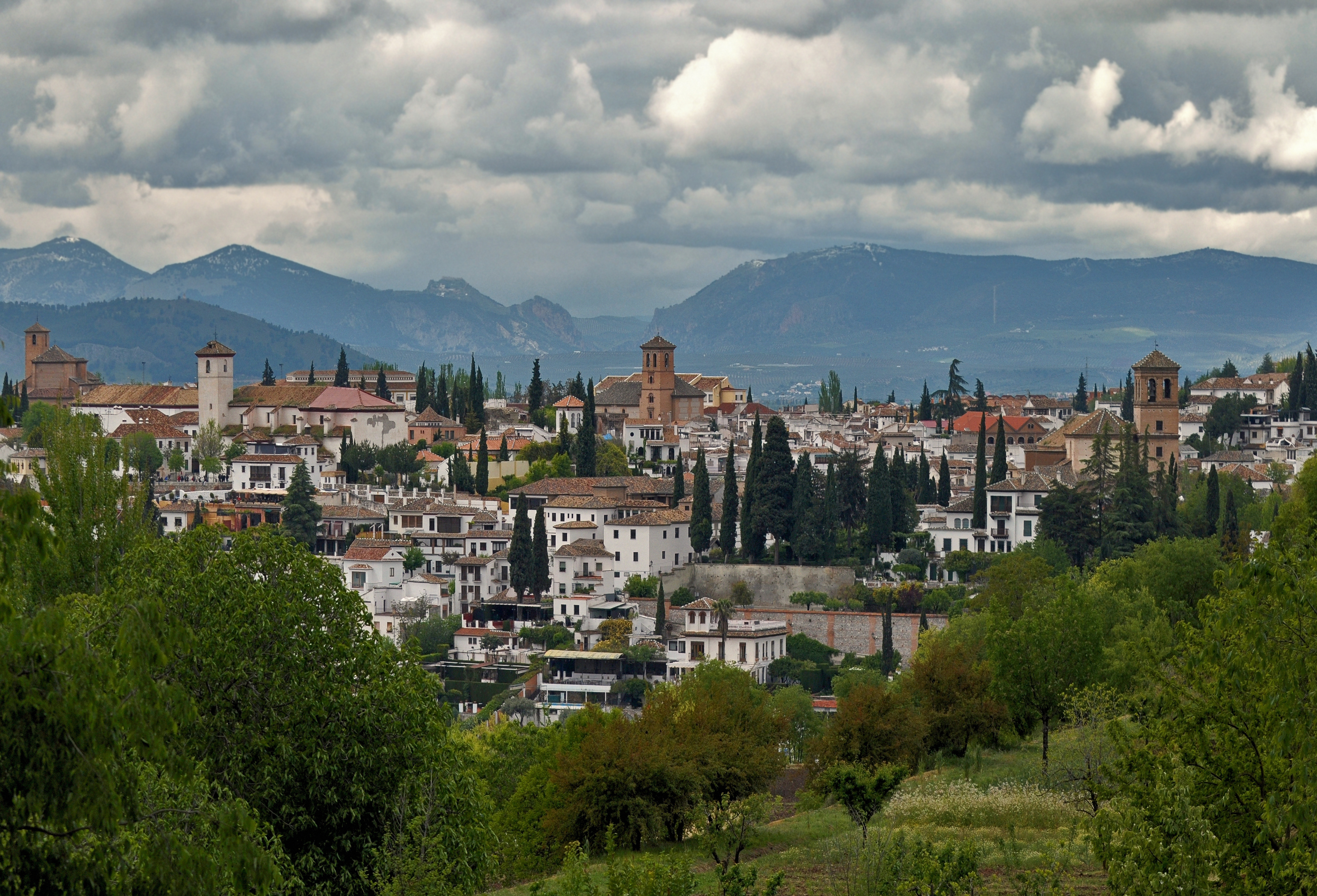
Вигляд Альбасіна з Альгамбри
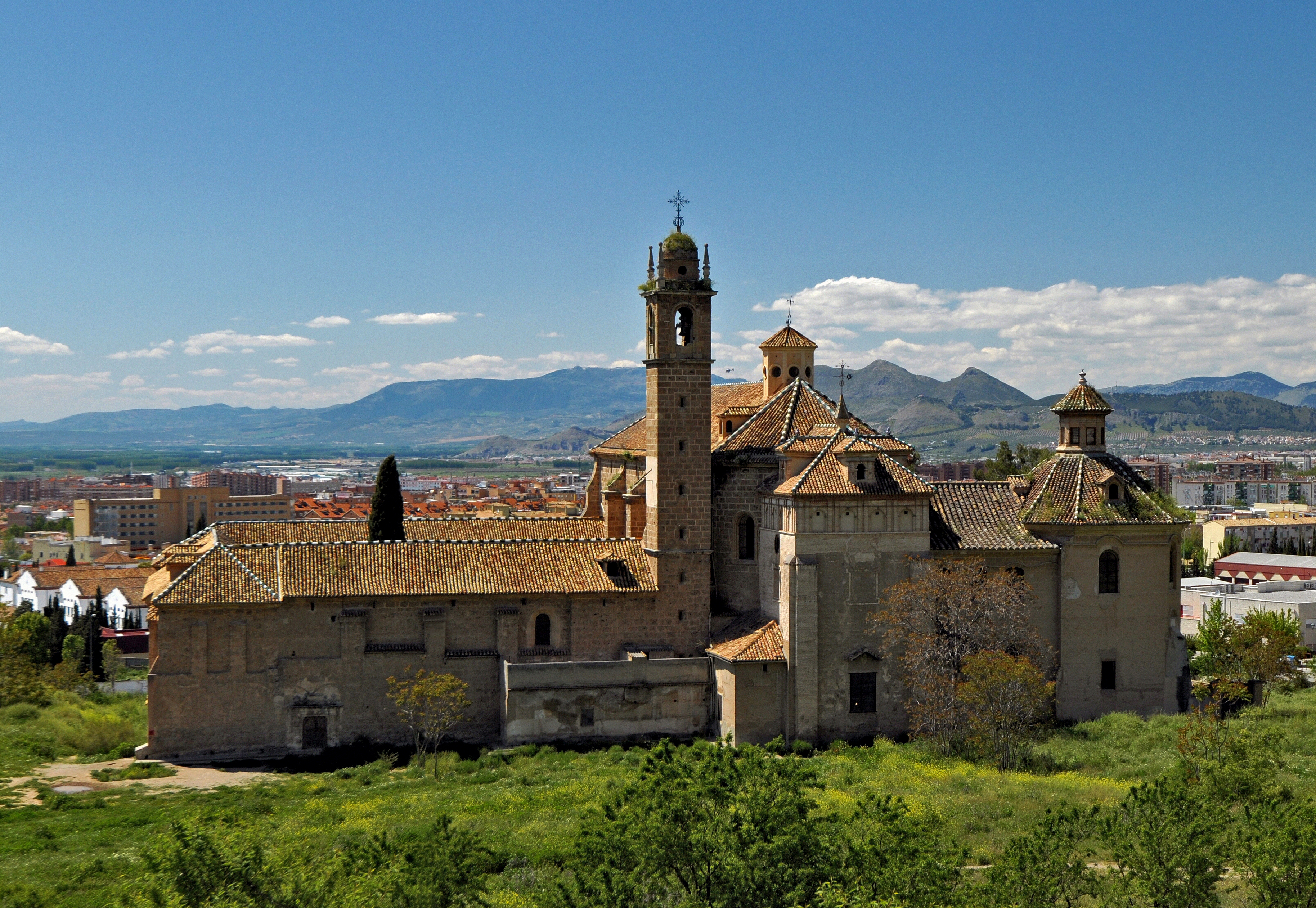
Монастир Картуха
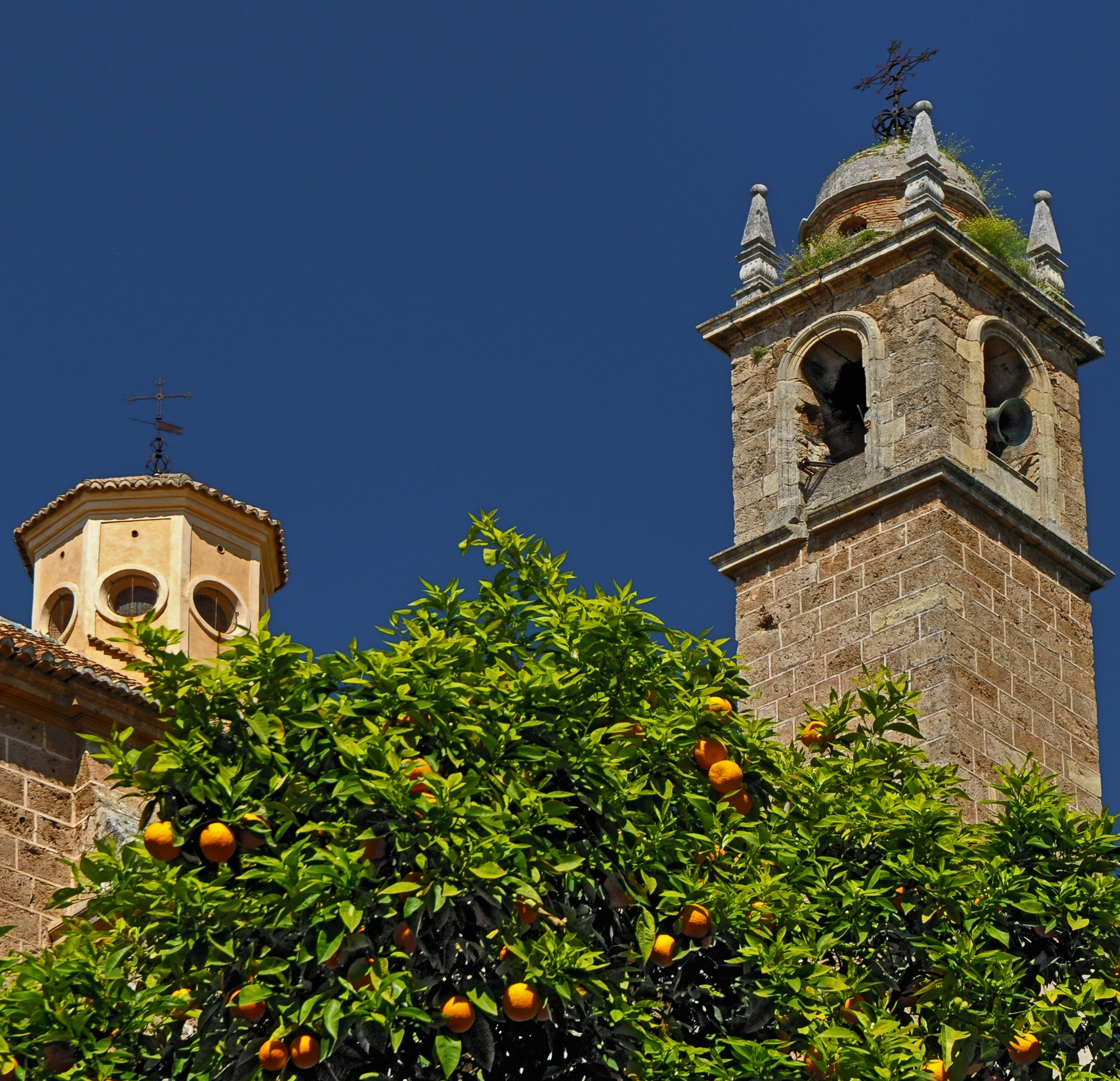
Патіо монастиря Картуха